# Herboristerie en ligne
À l'instar de la pharmacie en ligne, les herboristeries en ligne ou herboristeries du web sont des herboristeries qui exercent leur vente sur Internet et expédient les commandes aux patients. On observe plusieurs catégories d'herboristeries en ligne, parmi lesquelles :
- herboristerie en ligne légale dans le pays duquel la personne passe commande ;
- herboristerie en ligne légale dans un pays différent de celui duquel la personne passe commande. En général, cette herboristerie suit la réglementation locale.

## Contexte réglementaire

### Belgique
En Belgique, le diplôme d'herboriste est reconnu et les herboristes ont légalement le droit de vendre des plantes. Il y a un cadre législatif qui permet aux herboristeries belges de se développer en ligne.

### France
Alors qu'il existe encore en France environ 4 à 5 000 herboristes, aucun diplôme officiel d'herboriste n'est plus délivré, depuis la loi du 11 septembre 1941 votée par le régime de Vichy qui a supprimé le certificat d’État d’herboristerie, faisant que leurs titulaires se sont progressivement éteints sans successeurs. En France, les herboristeries sont donc limitées à la vente des plantes non inscrites au monopole pharmaceutique, ce qui représente les plantes inscrites à la pharmacopée française. La liste 2012 des plantes médicinales de la Pharmacopée française comprend 365 plantes médicinales, publiées dans la liste A (au lieu des 332 de la liste A révisée en 2005) et dans la liste B, 123 plantes médicinales au lieu des 112 de la liste B révisée en 2005.
Les herboristeries en France sont donc soumises à une réglementation stricte, complexe et segmentée, destinée à protéger la sécurité des consommateurs[réf. nécessaire]. De fait, peu d'herboristeries en ligne françaises sont présentes sur Internet. 

## Un engouement pour les produits naturels
De plus en plus de consommateur se tournent vers Internet pour leurs achats, et l'herboristerie est également un des secteurs plébiscité. La vente de compléments alimentaires naturels et bio explose d'année en année[réf. nécessaire]. Les herboristeries en ligne et les marques de produits bio, de plantes médicinales en vrac et de compléments alimentaires se développent sans réglementation forte sur la traçabilité des produits[réf. nécessaire].
En France, la crise du coronavirus a amplifié le phénomène,.